# Úrkút
Úrkút es un pueblo ubicado en el distrito de Ajka, en el condado de Veszprém, Hungría.

## Superficie
Posee una superficie de 20,13 kilómetros cuadrados.

## Demografía
Hasta 2019 la población era de 1950 habitantes, con una densidad de población de 96,87 habitantes por kilómetro cuadrado.